# Мијушко Бојовић
Мијушко Бојовић (Пљевља, 9. август 1988) црногорски је фудбалер који тренутно наступа за Инђију.

## Трофеји и награде
Ујпешт
- Куп Мађарске : 2017/18.[8]